# Novumbra
Novumbra é um género de peixe da família Umbridae.
Este género contém as seguintes espécies:
- Novumbra hubbsi
- Olympic mudminnow